# 圣雷日耶-拉希耶萨
圣雷日耶-拉希耶萨（法語：Saint-Légier-La Chiésaz）是瑞士联邦西部法语区的沃州下设的一个镇。在行政上属于湖滨高地区管辖。圣雷日耶-拉希耶萨的总面积为15.17平方公里。截至2010年底，总人口为4,925。

## 地理
圣雷日耶-拉希耶萨位于莱芒湖东北的高地，沃韦河沿西部边境流过，注入莱芒湖。